# Alain Chamfort
Alain Chamfort (* 2. März 1949 in Paris; eigentlich Alain Joseph Yves Le Govic) ist ein französischer Sänger, Komponist und Schauspieler. Er ist vor allem für seine stilistische Bandbreite innerhalb der französischen Popmusik bekannt, die Einflüsse aus Chanson, Synthpop und New Wave vereint.

## Leben und Karriere
Chamfort erhielt früh eine klassische Klavierausbildung und spielte als Jugendlicher in Jazz- und Rockbands, darunter The Dreamers und Murator. Erste Erfolge erzielte er als Pianist für Jacques Dutronc.
In den frühen 1970er Jahren wurde er von Claude François gefördert. Unter dessen Label produzierte er Lieder wie Adieu mon bébé chanteur (1974), die ihm größere Bekanntheit verschafften.
Chamfort veröffentlichte im Laufe seiner Karriere über 40 Titel, die es in die französischen Charts schafften. Besonders in den 1970er Jahren konnte er mehrere Top-10-Hits verzeichnen, darunter:
- Signe de vie, signe d'amour (Platz 5, 1973)
- L'amour en France (Platz 10, 1973)
- Adieu mon bébé chanteur (Platz 7, 1974)
- Madonna, Madonna (Platz 7, 1975)

Seinen kommerziellen Durchbruch erzielte er 1979 mit dem Album Poses und dem von Serge Gainsbourg getexteten Hit Manureva, der Platz 2 der Charts erreichte und sich über eine Million Mal verkaufte.
In den 1980er Jahren etablierte er sich mit Alben wie Amour, année zéro (1981), Secrets glacés (1983) und Tendres fièvres (1986). Er arbeitete erneut mit Gainsbourg zusammen und entwickelte einen eleganten Pop-Stil mit elektronischen Einflüssen.
Neben seiner musikalischen Tätigkeit übernahm Chamfort kleinere Schauspielrollen, schrieb Filmmusik und wurde 2004 in das Direktorium der französischen Urheberrechtsgesellschaft SACEM gewählt.

## Diskografie (Auswahl)

### Studioalben
- 1973: Je pense à elle, elle pense à moi
- 1976: Mariage à l'essai
- 1977: Rock’n Rose
- 1979: Poses
- 1981: Amour, année zéro
- 1983: Secrets glacés
- 1986: Tendres fièvres
- 1990: Trouble
- 1997: Personne n’est parfait
- 2010: Une vie Saint Laurent[4]
- 2018: Le désordre des choses
- 2024: L’impermanence[5]

### Kompilationen und Livealben
- 1988: Double Vie (Live)
- 2000: Ce n’est que moi (Best of)
- 2005: Impromptu dans les Jardins du Luxembourg (Live)
- 2006: Le chemin est le bonheur (Best of)
- 2012: Elles & Lui (Duette mit Sängerinnen)
- 2021: Symphonique Dandy
- 2024: Alain Chamfort produit par Sébastien Tellier (EP)

## Filmografie (Auswahl)
- 2001: Men/Toys/Girl (Kurzfilm)
- 2013: Les jeux des nuages et de la pluie
- 2019: Linoléum

## Auszeichnungen
- 2005: Victoire de la musique – bester Videoclip (Les beaux yeux de Laure)
- Mitglied des SACEM-Direktoriums (seit 2004)
- Offizier der Ehrenlegion (2007)
- Offizier des Ordre des Arts et des Lettres (2018)